# Валмијера
Валмијера (лет. Valmiera, рус. Валмиера) је осми по величини град у Летонији, смештен у северном делу државе. Град чини и самосталну градску општину.
Валмијера је позната као историјско средиште древне покрајине Видземије и целе северне Летоније.

## Природни услови
Град Валмијера је смештена на северу Летоније, на раскршћу путева између Риге и Талина, главних градова Летоније и Естоније. Од главног града Риге град је удаљен 110 км североисточно.
Рељеф: Валмијера се налази у историјској покрајини Видземији, чије је историјско средиште. Град се образовао на завоју реке Гаује. Град се налази у равничарском подручју, на приближно 50 метра надморске висине.
Клима: У Валмијери влада континентална клима.
Воде: Град Валмијера развио се на реци Гауја.

## Историја
Подручје Валмијере било је насељено још у време праисторије. Данашње насеље се спомиње као град под немачким витезовима тевтонцима 1323. године. 1561. године град је прикључен Државној заједници Пољске и Литваније. 1711. године град заузима Руско царство. У 19. веку град доживљава привредни процврат.
1920. године Валмијера је прикључена новооснованој Летонији. 1940. године прикључена је СССР-у, али је ускоро пала у руке Трећег рајха (1941-44.). После рата град је био у саставу Летонске ССР, да би се поновним успостављањем летонске независности 1991. године Валмијера нашла у границама Летоније.

## Становништво
Са приближно 28 хиљада становника Јелгава је осми град по величини у Летонији. Од времена независности (1991. година) број становника је осетно опао (1989. - око 30 хиљада ст.), али знатно мање него у случају других већих градова у држави, због великог удела етничких Летонаца у градском страновништву.
Етнички састав: Матични Летонци чине претежан део градског становништва и од свих градова у држави Валмијера је „најлетонскија“. Национални састав је следећи:
- Летонци: 80%
- Руси: 13%
- Белоруси: 2%
- остали: 3%